# 结实卵腺吸虫
结实卵腺吸虫（学名：Vitellatus compactus）为微茎科卵腺属的动物。在中国大陆，分布于广西壮族自治区北海市等地，营寄生生活，寄生在肠。该物种的模式产地在广西壮族自治区北海市。
其种加词“compactus”意为“致密的”。